# Bom
Die Sprache Bom (alternativ Bome oder Bomo) ist eine vom Aussterben bedrohte westatlantische Sprache in Sierra Leone. 2008 gab es noch etwa 20 Sprecher, wobei (Stand 2019) von mehreren hundert Muttersprachlern ausgegangen wird.
Es zählt zur Gruppe der Niger-Kongo-Sprachfamilie und ist verwandt mit der Sprache Bullom So. Die meisten Sprecher des Bullom sind zweisprachig mit dem Englischen, der einzigen Amtssprache Sierra Leones, viele sprechen als Muttersprache inzwischen ein englischbasiertes Kreol, das Krio. Daher sinkt die Zahl der Sprecher unter den Mitgliedern der Volksgruppe. Einige ältere Menschen können auch das Mende als Zweitsprache. 
Die Sprache Krim wurde 2017 in Bom eingegliedert und der ISO-Kode [krm] zurückgezogen.